# Iglesia de Santa María (Stralsund)
La Iglesia de Santa María (en alemán Marienkirche) es un templo de estilo gótico, situado en la ciudad de Stralsund, al noreste de Alemania, junto al mar Báltico, una ciudad que se incorporó a la Liga Hanseática en 1293.

## Historia
El templo fue construido entre 1380 y 1430 y ha sido objeto de diversas reformas y rehabilitaciones a lo largo de la historia. 
Entre 1625 y 1647, la Marienkirche constituyó el edificio más alto del mundo en virtud de sus 151 metros de altura.

## Características
Su estilo predominante es el gótico, y constituye un magnífico ejemplo del gótico báltico, también denominado gótico de ladrillo. Se encuentra  ligeramente inspirada en la Iglesia de Santa María de la ciudad de Lübeck. Consta de tres naves con transepto y posee una torre campanario de 104 metros de alto y planta octogonal, rodeada con cuatro pequeñas torrecillas. El campanario se encuentra rematado por una linterna terminada en 1708 de estilo barroco, que sustituyó la aguja existente de 151 metros de altura que se destruyó en un incendio en 1647.
En la construcción de su exterior se eliminaron los contrafuertes y los arbotantes que se colocaron debajo del tejado, lo que permite ver un límpido claristorio. El aspecto exterior del templo es de un conjunto militar que incluye un camino de ronda, la iglesia se encuentra en un límite de la ciudad, al lado de donde se levantaba la muralla. Una de las partes más destacable del exterior es el ábside poligonal, con ventanas con apariencia de retablo con alas abiertas, o como dos mitades de ventanas.